# Михайлівська сільська рада (Нововоронцовський район)
Миха́йлівська сільська́ ра́да — адміністративно-територіальна одиниця та орган місцевого самоврядування в Нововоронцовському районі Херсонської області. Адміністративний центр — село Михайлівка.

## Загальні відомості
Михайлівська сільська рада утворена в 1978 році.
- Територія ради: 161,7 км²
- Населення ради: 1 209 осіб (станом на 2001 рік)
- Водоймища на території, підпорядкованій даній раді: річка Дніпро, Каховське водосховище

## Історія
Золотобалківська — 1918 року, Михайлівська — 1978 року.

## Населення
Згідно з переписом УРСР 1989 року чисельність наявного населення села становила 1271 особа, з яких 586 чоловіків та 685 жінок.
За переписом населення України 2001 року в селі мешкало 1179 осіб.

### Мова
Розподіл населення за рідною мовою за даними перепису 2001 року:
| Мова       | Відсоток |
| ---------- | -------- |
| українська | 98,18 %  |
| російська  | 1,57 %   |
| білоруська | 0,25 %   |

## Населені пункти
Сільській раді підпорядковані населені пункти:
- с. Михайлівка

## Склад ради
Рада складається з 16 депутатів та голови.
- Голова ради: Наконечний Євген Миколайович
- Секретар ради: Федаш Ірина Петрівна

### Керівний склад попередніх скликань
| Прізвище, ім'я, по батькові  | Основні відомості                                                 | Дата обрання | Дата звільнення |
| ---------------------------- | ----------------------------------------------------------------- | ------------ | --------------- |
| Наконечний Євген Миколайович | Сільський голова, 1976 року народження, освіта вища, безпартійний | 26.03.2006   | 31.10.2010      |
| Наконечний Євген Миколайович | Сільський голова, 1976 року народження, освіта вища, безпартійний | 31.10.2010   |                 |

Примітка: таблиця складена за даними сайту Верховної Ради України

### Депутати
За результатами місцевих виборів 2010 року депутатами ради стали:

#### За суб'єктами висування
| Суб'єкт висування                                       | Кількість обраних депутатів | %    |
| ------------------------------------------------------- | --------------------------- | ---- |
| Партія регіонів                                         | 5                           | 31,3 |
| Політична партія Всеукраїнське об'єднання «Батьківщина» | 5                           | 31,3 |
| Самовисування                                           | 5                           | 31,3 |
| Народна партія                                          | 1                           | 6,3  |

#### За округами
| № округу                                                | Прізвище, ім'я, по батькові   | Дата визнання обраним | Освіта             | Партійна приналежність | Відомості про обраного депутата                                                         |
| ------------------------------------------------------- | ----------------------------- | --------------------- | ------------------ | ---------------------- | --------------------------------------------------------------------------------------- |
| Народна Партія                                          |                               |                       |                    |                        |                                                                                         |
| 10                                                      | Лисишина Марія Миколаївна     | 03.11.2010            | середня спеціальна | член Народної партії   | тимчасово не працює                                                                     |
| Партія регіонів                                         |                               |                       |                    |                        |                                                                                         |
| 1                                                       | Довга Антоніна Олександрівна  | 03.11.2010            | вища               | позапартійна           | Михайлівська загальноосвітня школа, вчитель початкових класів                           |
| 2                                                       | Макух Ірина Андріївна         | 03.11.2010            | вища               | позапартійна           | приватний підприємець                                                                   |
| 9                                                       | Гож Юрій Анатолійович         | 03.11.2010            | середня            | позапартійний          | СТОВ «Дніпро», механік по водозабезпеченню                                              |
| 11                                                      | Федаш Ірина Петрівна          | 03.11.2010            | середня спеціальна | позапартійна           | Михайлівська загальноосвітня школа, педагог-органі-затор                                |
| 14                                                      | Маменчук Анатолій Миколайович | 03.11.2010            | середня спеціальна | позапартійний          | одноосібник                                                                             |
| Політична партія Всеукраїнське об'єднання «Батьківщина» |                               |                       |                    |                        |                                                                                         |
| 3                                                       | Криворучко Марія Миколаївна   | 03.11.2010            | вища               | позапартійна           | Михайлівська сільська рада, спеціаліст у справах сім'ї та молоді                        |
| 5                                                       | Фісканич Світлана Леонідівна  | 03.11.2010            | середня спеціальна | позапартійна           | Михайлівський ясла-сад, завідувачка                                                     |
| 6                                                       | Богдан Анатолій Петрович      | 03.11.2010            | вища               | позапартійний          | Михайлівська загальноосвітня школа, вчитель фізичної культури                           |
| 7                                                       | Провора Валентина Петрівна    | 03.11.2010            | середня спеціальна | позапартійна           | Районний територіальний центр по обслуговуванню одиноких громадян, соціальний працівник |
| 12                                                      | Білицька Надія Іванівна       | 03.11.2010            | середня спеціальна | позапартійна           | Михайлівський ясла-сад, вихователь                                                      |
| Самовисування                                           |                               |                       |                    |                        |                                                                                         |
| 4                                                       | Лисишина Валентина Онуфріївна | 17.01.2011            | вища               | позапартійна           | тимчасово не працює                                                                     |
| 8                                                       | Дударенко Микола Миколайович  | 03.11.2010            | незакінчена вища   | позапартійний          | СТОВ «Дніпро», головний інженер                                                         |
| 13                                                      | Ципящук Наталія Йосипівна     | 13.04.2014            | середня спеціальна | позапартійна           | Михайлівське відділення зв"язку, листоноша                                              |
| 15                                                      | Халак Віктор Миколайович      | 03.11.2010            | вища               | позапартійний          | тимчасово не працює                                                                     |
| 16                                                      | Маменчук Надія Василівна      | 03.11.2010            | незакінчена вища   | позапартійна           | приватний підприємець                                                                   |